# CTL Logistics

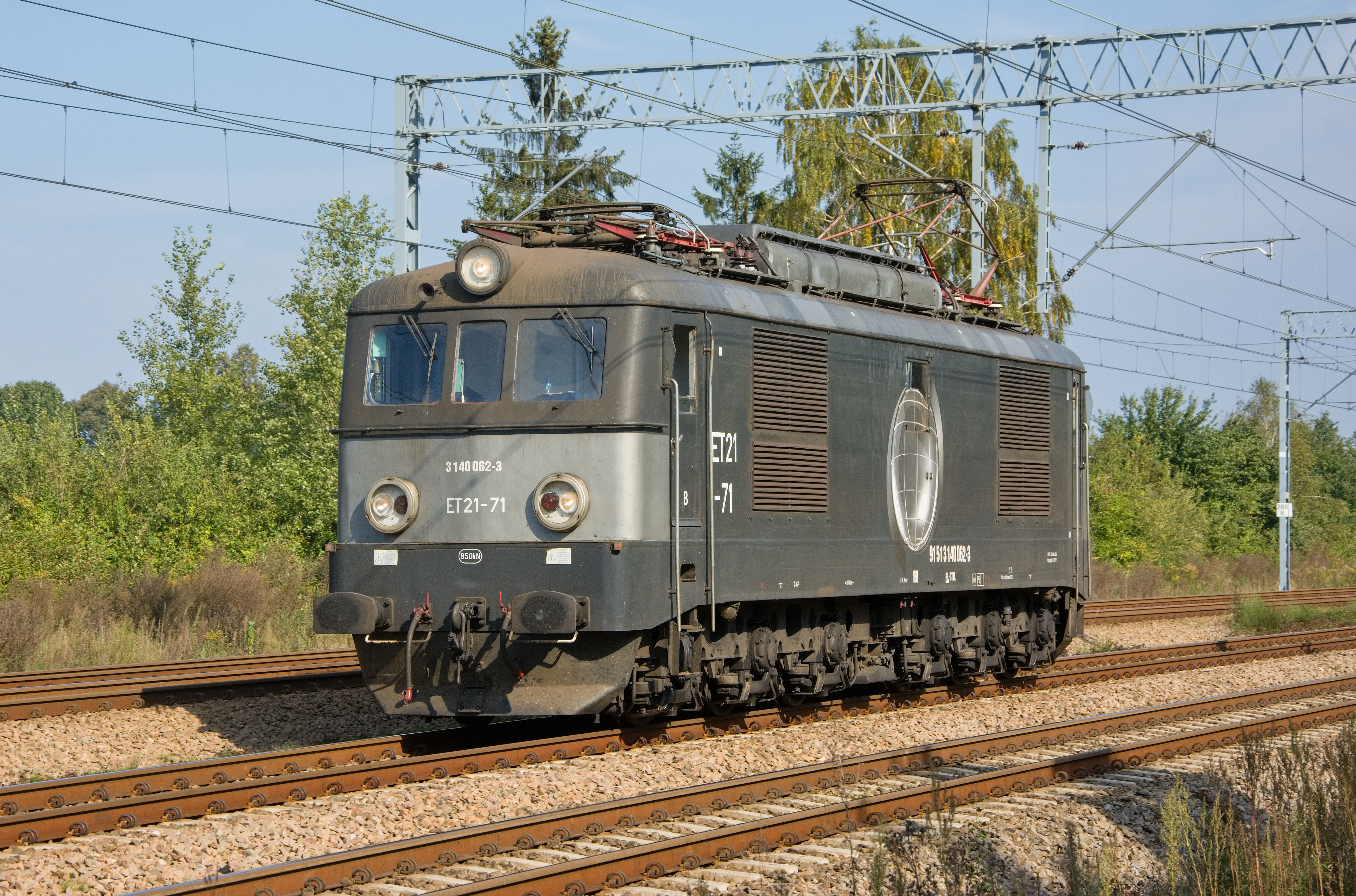
ET21-71 CTL Logistics

CTL Logistics ist ein privates polnisches Eisenbahnverkehrsunternehmen. CTL wurde 1992 von Jarosław Pawluk gegründet und entwickelte sich im Laufe von 20 Jahren zum größten Wettbewerber des vormaligen Monopolunternehmens PKP Cargo. Die zunächst als Vector-Union firmierende Gesellschaft, später in Chem Trans Logistic (CTL) umfirmiert, entwickelte sich schnell. Ab 1997 wurde für den Transport von Chemikalien auch das Gleisnetz genutzt. An Grenzübergängen und Häfen wurden eigene Zollagenturen eingerichtet. Ab 2003 erwarb das Unternehmen einen eigenen Eisenbahnfuhrpark; erste Lokomotiven der PKP-Baureihe ET22 wurden in Marokko eingekauft. Im Jahr 2004 wurde gemeinsam mit dem deutschen Anbieter Rail4Chem erstmals von Privatfirmen grenzüberschreitender Chemiegütertransport auf der Schiene angeboten. Seit 2005 darf CTL auch in die Ukraine fahren.
Im Jahr 2007 verkaufte Pawluk 75 % des Unternehmens für 1,4 Milliarden Złoty an den britischen Finanzinvestor Bridgepoint Capital; 25 % verblieben in seinem Eigentum. Zu dem Zeitpunkt war die CTL Logistics (vormals: Chem Trans Logistic Holding Polska S.A.) das größte private Eisenbahnunternehmens Polens und die Nr. 5 unter den privaten Anbietern in Europa. Finanziert wurde die Transaktion von der Commerzbank und ING. Der neue Eigentümer sah in CTL Potenzial, größter privater Anbieter im europäischen Schienengüterverkehr zu werden. CTL unterhielt zum Zeitpunkt des Verkaufes etwa 150 Lokomotiven und knapp 5000 Waggons. Mit rund 2500 Mitarbeitern (darunter etwa 400 Lokomotivführern) wurde 2006 ein Umsatz von rund 250 Millionen Euro erzielt. CTL transportierte vorwiegend Chemikalien, Kohle und Öl sowie Zement. Zu den Kunden gehört die Total-Raffinerie in Leuna. Für die Baumaßnahmen für den DHL-Neubau am Flughafen Leipzig/Halle lieferte CTL 60.000 Tonnen Zement aus Łódź.
CTL hat am polnischen Schienengüterverkehr einen Marktanteil von ungefähr 4 % (gemessen an der Transportleistung).

## Lokomotiven
| Baureihe          | Anzahl |
| ----------------- | ------ |
| ZTK-Baureihe ET05 | 12     |
| PKP-Baureihe ET22 |        |
| PKP-Baureihe ET21 |        |
| PKP-Baureihe ST44 |        |
| PKP-Baureihe ST43 |        |
| Newag Dragon      |        |
| BR 232            |        |